# 文慶男
文慶男（朝鲜语: 문경남；英语: Mun Kyong-Nam；1989年4月8日—），朝鮮足球运动员，入選過朝鮮國家少年足球隊、朝鲜国家青年足球队及朝鮮國家足球隊。現在效力於朝鮮足球聯賽球會鴨綠江體育團。
他曾經代表朝鮮參加2008年亞足聯挑戰盃，分別在分組賽和季軍戰對緬甸國家足球隊中以正選身分上陣，最後獲得季軍。此前，曾經代表朝鮮國家少年足球隊參加2005年U17世界盃足球賽，並在分組賽對科特迪瓦國家少年足球隊和半準決賽對巴西國家少年足球隊中上陣 ，及後代表表朝鮮國家青年足球隊參加2006年亞足聯U19青年錦標賽和2007年U20世界盃足球賽，但從沒有上陣。

## 榮譽

### 國家隊
朝鮮U-20
- 亞足聯U19青年錦標賽冠軍：2006年；

### 球會
鴨綠江體育團
- 朝鮮足球甲組聯賽冠軍（2）：2006年、2008年；

## 連接
- 文慶男在National-Football-Teams.com的資料